# Paeon vaissierei
Paeon vaissierei is een eenoogkreeftjessoort uit de familie van de Sphyriidae. De wetenschappelijke naam van de soort is voor het eerst geldig gepubliceerd in 1953 door Delamare Deboutteville.